# Dorfkirche Laubst

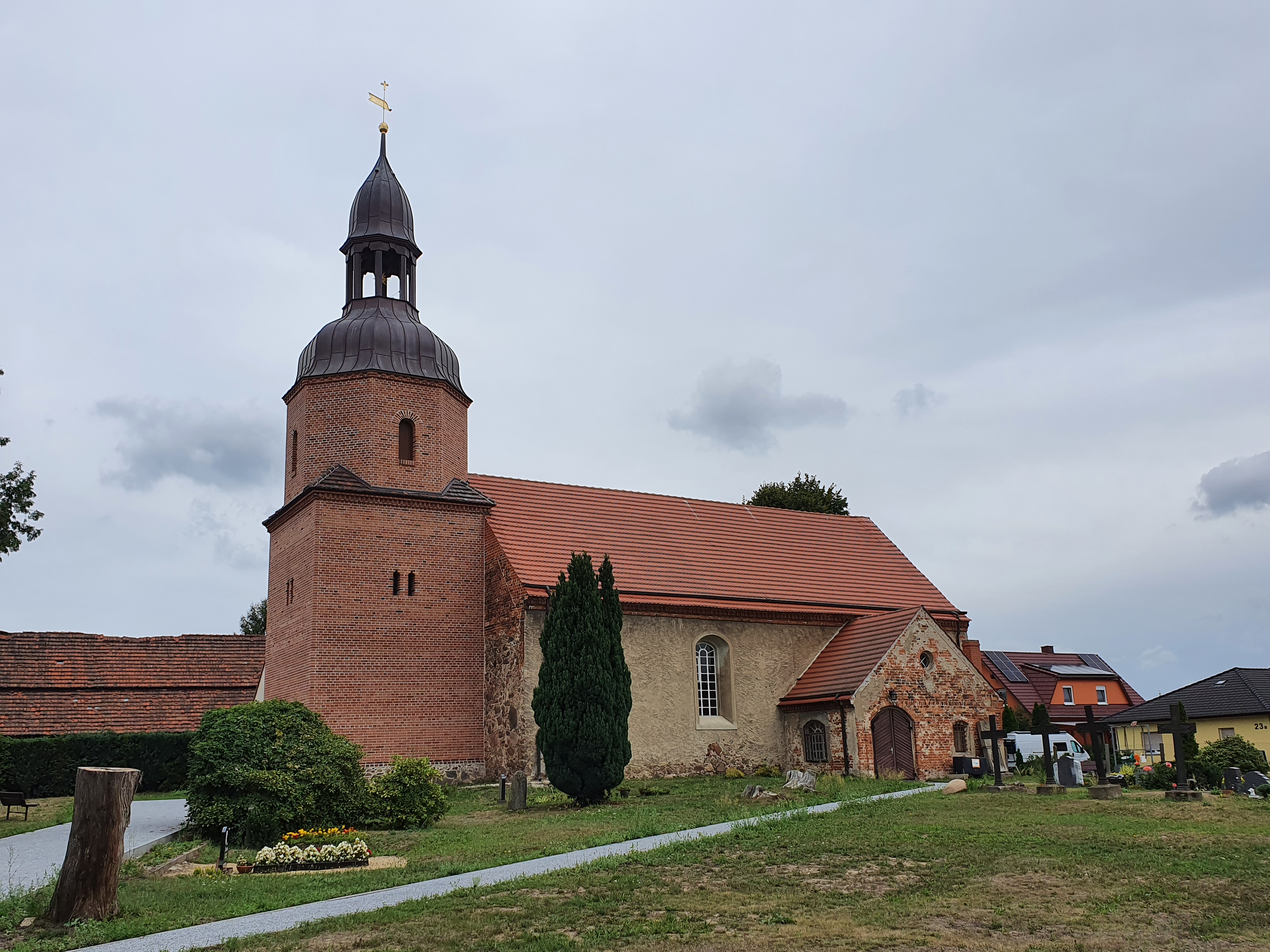
Dorfkirche Laubst (2022)

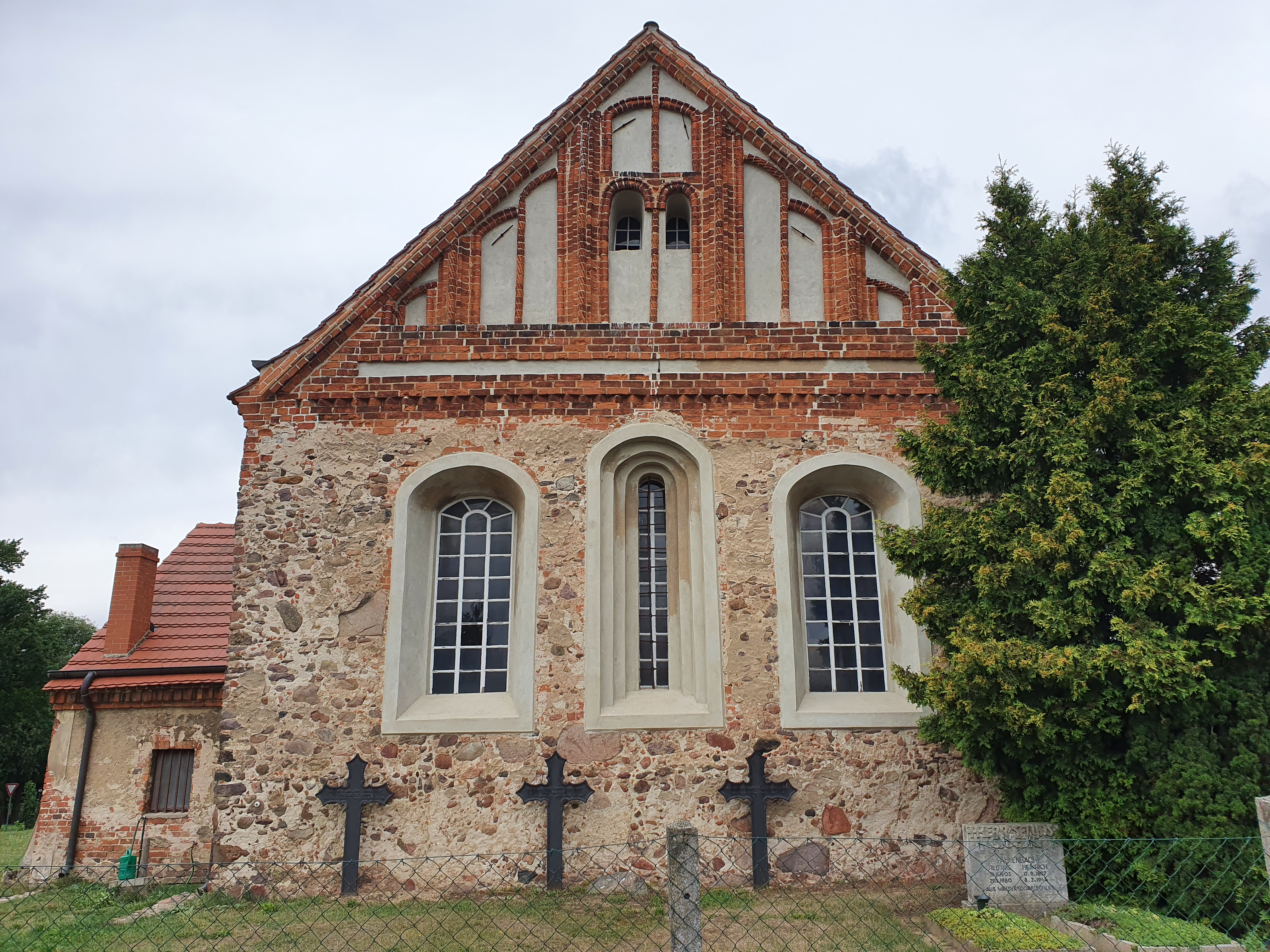
Ansicht der Ostwand (2022)

Die Dorfkirche Laubst ist das Kirchengebäude im Ortsteil Laubst der Stadt Drebkau im Landkreis Spree-Neiße in Brandenburg. Es gehört der Kirchengemeinde Cottbus-Süd im Kirchenkreis Cottbus der Evangelischen Kirche Berlin-Brandenburg-schlesische Oberlausitz und ist ein eingetragenes Baudenkmal in der Denkmalliste des Landes Brandenburg.

## Geschichte und Architektur
Die Laubster Dorfkirche wurde im späten 15. Jahrhundert errichtet. Während des 19. Jahrhunderts wurde die Kirche stark barockisiert, dabei wurde der vormals reich geschmückte Blendengiebel reduziert und das Gebäude erhielt einen Westturm aus Backstein. Zu DDR-Zeiten wurde das Dorf Laubst zum Bergbauschutzgebiet erklärt und war von der Devastierung durch den Braunkohletagebau Welzow-Süd bedroht. Aufgrund der Lage im Bergbauschutzgebiet durften an der Kirche keine Instandsetzungsarbeiten mehr durchgeführt werden. Die Abbaggerungspläne wurden nach der Wiedervereinigung verworfen.
Im Jahr 2004 wurde das Dach des Kirchenschiffs saniert. Der ebenfalls stark sanierungsbedürftige Turm konnte aufgrund nicht ausreichender finanzieller Mittel allerdings nicht Instand gesetzt werden. Nachdem im Jahr 2011 festgestellt wurde, dass der Turm stark einsturzgefährdet war, wurde er im April des folgenden Jahres zur Entlastung des gemauerten Turmschafts abgenommen und neben der Kirche auf dem Boden abgesetzt. Am 24. Oktober 2017 wurde die instandgesetzte Turmhaube mit Laterne und Turmzier auf den neu aufgemauerten Turmschaft mit Oktogon wieder aufgesetzt.

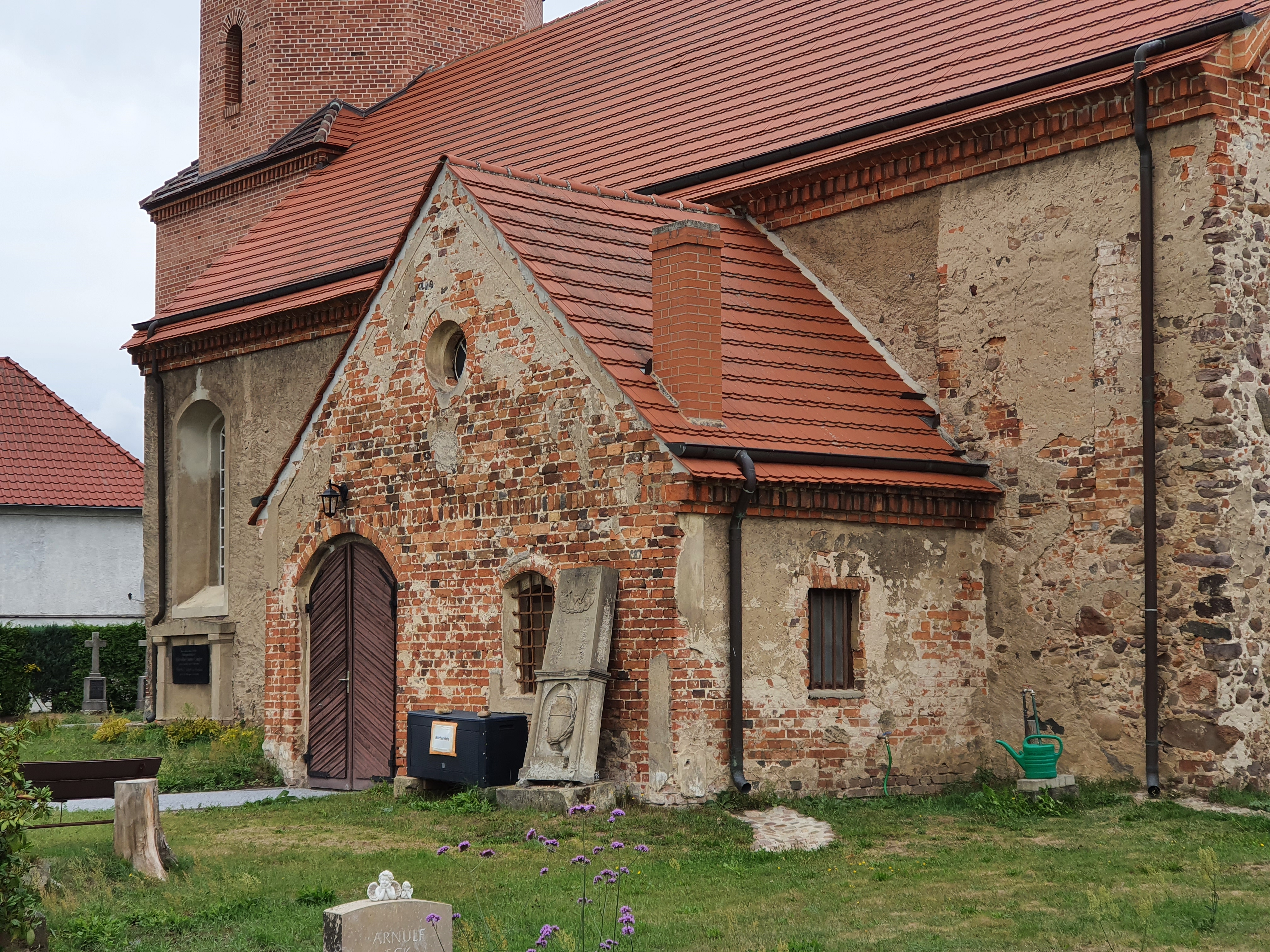
Südliche Vorhalle (2022)

Die Dorfkirche Laubst ist ein rechteckiger Bau aus Feldsteinmauerwerk, der barockisierende Westturm ist aus Ziegelmauerwerk. Der Turm ist rechteckig und hat einen oktogonalen Oberteil mit Schweifhaube, achtseitiger Laterne und einem ebenfalls geschweiften Helm mit Turmkugel und Wetterfahne. Die Fenster wurden im Stil des Barock verändert, in der Ostwand liegt eine Dreifenstergruppe. Der Blendengiebel ist reich mit Taustäben verziert, wurde aber bei den Umbauarbeiten im 19. Jahrhundert stark reduziert. An der Nord- und der Südseite befinden sich Vorhallen aus Ziegelmauerwerk. Der Innenraum der Kirche ist flach gedeckt und hat eine Hufeisenempore.

## Ausstattung

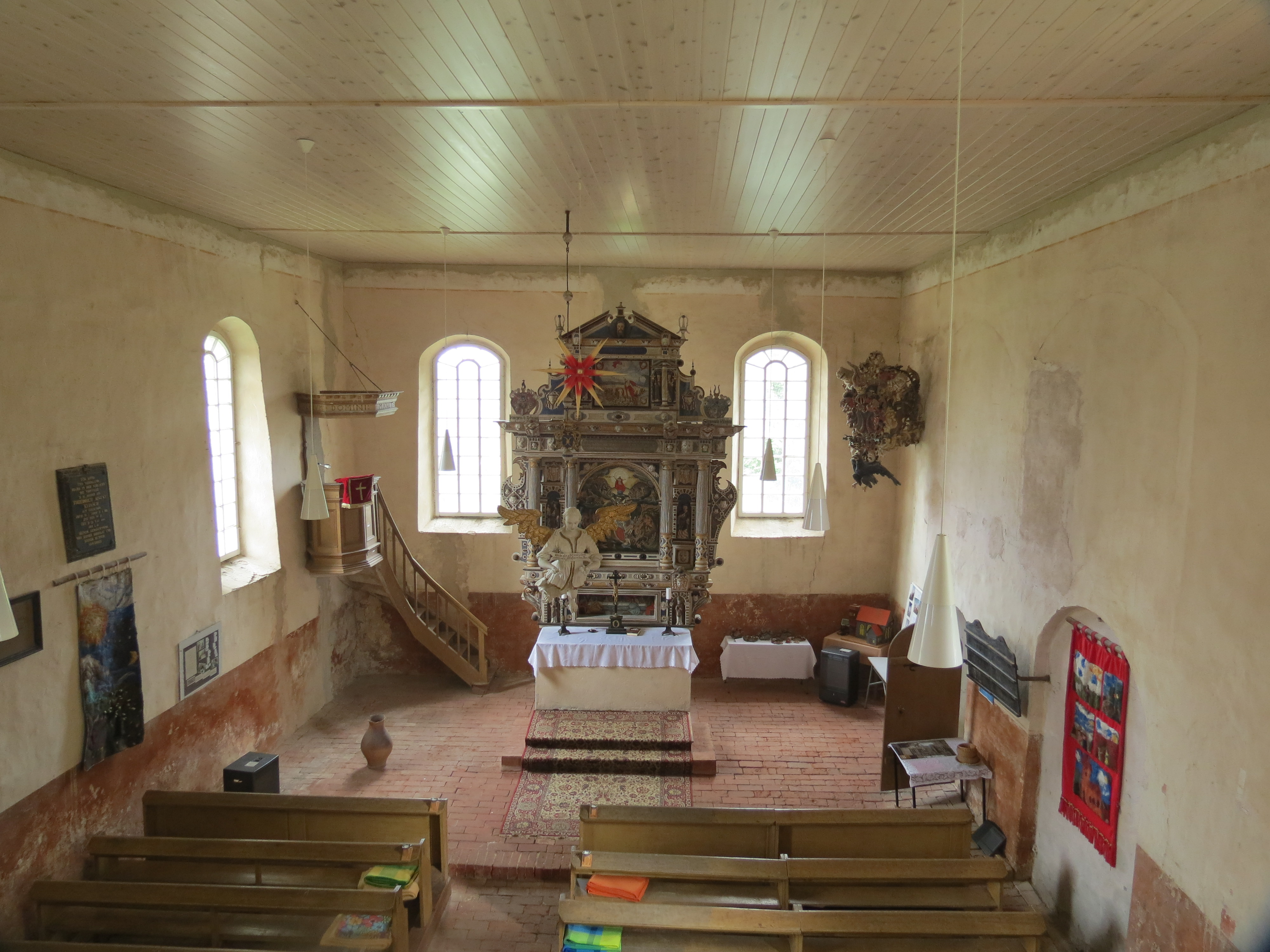
Blick in den Innenraum der Dorfkirche (2016)

Zur Ausstattung der Dorfkirche Laubst gehört ein Kanzelaltar aus dem späten 16. Jahrhundert. Dieser ist zweigeschossig und mit Beschlagwerk und Masken versehen. In der Mitte des Altars befinden sich Darstellungen des letzten Abendmahles, des jüngsten Gerichts und der Anrufung Gottvaters. Die einfache hölzerne Kanzel stammt aus dem Jahr 17. Jahrhundert. Im südöstlichen Teil des Kirchenschiffs ist ein Totenschild für Adolf von Nostitz († 1700) eingefügt.
In der Kirche steht eine Orgel, die im Jahr 1907 von Gustav Heinze gefertigt wurde. Sie ist zurzeit nicht spielbar. Der Taufengel aus dem Jahr 1752 konnte mit Hilfe von Spendengeldern 2007 restauriert werden.

## Kirchengemeinde
Die Dorfkirche Laubst gehört zur Kirchengemeinde Leuthen-Schorbus, zu der auch die Dorfkirche Illmersdorf, die Dorfkirche Leuthen und die Dorfkirche Schorbus gehören. Sie gehört dem Kirchenkreis Cottbus in der Evangelischen Kirche Berlin-Brandenburg-schlesische Oberlausitz an.
Zur historischen Kirchengemeinde Laubst waren neben Laubst noch die Ortschaften Golschow, Koschendorf und Siewisch gepfarrt. Spätestens seit 1718 ist Laubst eine Tochterkirche von Leuthen. Im Jahr 1884 fanden laut Arnošt Mukas Statistik über die Sorben in der Lausitz in Laubst, wo zu dieser Zeit noch rund zwei Drittel der Einwohner Sorben waren, bereits keine sorbischsprachigen Gottesdienste mehr statt. Am 1. April 2002 schlossen sich die Kirchengemeinden Leuthen und Schorbus zur Kirchengemeinde Leuthen-Schorbus zusammen. Diese war von 2020 bis 2024 mit zwei weiteren Kirchengemeinden im Pfarrsprengel Cottbus-Süd organisiert.
Am 1. Dezember 2024 wurden die Kirchengemeinden den Pfarrsprengels Cottbus-Süd zur Kirchengemeinde Cottbus-Süd vereinigt.